# Palmfelt
Palmfelt är en svensk adlig ätt. Ätten adlades 1 juli 1687 och introducerades 1689 som nummer 1114 på Svenska riddarhuset med Gustaf Palmfelt, född Palm. Ätten utslocknade 1911. Gustaf Palmfelt blev 1731 friherre, och den friherrliga grenen av ätten fick nummer 212. Denna gren av ätten utslocknade 1758.
Kända medlemmar av ätten är:
- Gustaf Palmfelt (1680-1744), svenskt riksråd och författare
- August Fredrik Palmfelt (1767-1814), svensk militär och ämbetsman